# Buon Natale con Frate Indovino
Buon Natale con Frate Indovino è una manifestazione musicale natalizia a scopo benefico trasmessa su Rai 1 dal 2009 al 2012. Si tratta di una iniziativa voluta da Frate Indovino

## Edizioni

### I edizione
La prima edizione della manifestazione è stata registrata il 22 dicembre 2009 ad Assisi ed è stata mandata in onda il giorno di Natale alle 14:10 su Rai 1. Tra gli ospiti il calciatore Francesco Totti, l'atleta Fiona May, il cuoco Alessandro Borghese, il conduttore Gianni Ippoliti. La manifestazione è stata presentata da Massimo Giletti, i cantanti che si sono esibiti sono stati:
- Al Bano
- Ivana Spagna
- Gigi D'Alessio
- Orietta Berti

### II edizione
La seconda edizione dalla manifestazione è stata registrata il 18 dicembre 2010 ad Assisi ed è stata mandata in onda il giorno di Natale alle 14:10 su Rai 1. La manifestazione è stata presentata da Massimo Giletti, i cantanti che si sono esibiti sono stati:
- Lucio Dalla
- Ornella Vanoni
- Teo Teocoli
- i ragazzi di Ti lascio una canzone

### III edizione
La terza edizione della manifestazione è stata registrata il 21 dicembre 2011 ad Assisi ed è stata mandata in onda la Vigilia di Natale alle 14:00 su Rai 1.
Alla manifestazione erano presenti il Ministro provinciale dei Cappuccini della Provincia Umbra P. Antonio Maria Tofanelli, il direttore musicale Leonardo De Amicis, il sindaco di Assisi Claudio Ricci, il calciatore Alessandro Del Piero, il cuoco Cesare Marretti e la giornalista scientifica Silvia Rosa Brusin.
La manifestazione, la cui regia è di Giovanni Caccamo, è stata presentata da Massimo Giletti, i cantanti che si sono esibiti sono stati:
- Stadio
- Roberto Vecchioni
- Emanuela Aureli
- Zero Assoluto
- Francesco Covino
- Dionigi Santoro
- Orietta Berti
- Rosalia Misseri
- i ragazzi di Ti lascio una canzone

### IV edizione
La quarta edizione della manifestazione è stata registrata il 19 dicembre 2012 ad Assisi ed è stata mandata in onda la Vigilia di Natale alle 14:10 su Rai 1. La manifestazione si è occupata di raccogliere fondi per l'Amazzonia e altri Paesi in cui i francescani operano; sono stati raccolti fondi anche per poter ospitare gratuitamente i familiari dei pazienti lungodegenti all'Ospedale Santa Maria della Misericordia di Perugia.
Alla manifestazione erano presenti il Ministro provinciale dei Cappuccini della Provincia Umbra P. Antonio Maria Tofanelli, il capostruttura di Rai 1 Michele Bovi, il direttore musicale Leonardo De Amicis, il sindaco di Assisi Claudio Ricci, il responsabile di TG2 - Medicina 33 Luciano Onder e l'attore Flavio Insinna.
La manifestazione, la cui regia è di Enrico Rimoldi, è stata presentata da Fabrizio Frizzi, i cantanti che si sono esibiti sono stati:
- Noemi
- Orietta Berti
- Alex Britti
- Francesco Covino
- Dionigi Santoro
- Rosalia Misseri
- Controtempo
- Vittorio Grigolo
- i ragazzi di Ti lascio una canzone